# Krvavkin najezdnik
Krvavkin najezdnik (znanstveno ime Aphelinus mali) je vrsta parazitske osice, ki je notranji zajedavec škodljivca sadnega drevja, krvave uši.
Krvavkinega najezdnika so iz Severne Amerike v Italijo uvozili leta 1921 za biotično zatiranje krvave uši, ki je v Evropi takrat delala veliko škodo v jabolčnih sadovnjakih. V Evropi se je vrsta udomačila in večinoma uspešno preprečuje namnožitev krvavih uši. Na velikost populacije krvavkinega najezdnika v veliki meri vpliva geografska lega, saj vrsta težje prenaša nizke zimske temperature, ogroža pa ga tudi pretirana uporaba insekticidov.